# Ceruchus chrysomelinus
Ceruchus chrysomelinus е вид бръмбар от семейство Рогачови (Lucanidae). Видът е почти застрашен от изчезване.

## Разпространение
Разпространен е в Австрия, Беларус, Босна и Херцеговина, България, Германия, Гърция, Естония, Италия, Кипър, Латвия, Литва, Норвегия, Полша, Румъния, Русия (Европейска част на Русия и Калининград), Словакия, Словения, Сърбия (Косово), Украйна, Финландия, Франция, Хърватия, Черна гора, Чехия, Швейцария и Швеция.

## Описание
Популацията на вида е намаляваща.